# Jamal Dibi
Jamal Dibi (Vlissingen, 5 december 1979) is een Nederlands-Marokkaans voormalig voetballer die als aanvaller speelde.

## Loopbaan
Dibi speelde in zijn jeugd bij VC Vlissingen en VVA/Spartaan en DWS, beide uit Amsterdam. Op achttienjarige leeftijd debuteerde hij in het betaalde voetbal bij Telstar uit Velsen. In de zomer van 1999 ging hij naar AZ. In zijn eerste contractjaar werd hij door AZ nog verhuurd aan Telstar. Na korte periodes bij Go Ahead Eagles, opnieuw Telstar en FC Haarlem verliet hij medio 2005 het betaalde voetbal. In 2006 speelt hij korte tijd voor Umm Salal uit Qatar. Eind 2006 maakte hij bij FC Omniworld uit Almere zijn rentree in het Nederlandse betaalde voetbal, zij het op amateurbasis.
Zijn broer Tofik Dibi zat voor GroenLinks in de Tweede Kamer.
Hij speelde ongeveer tien wedstrijden voor het Marokkaans voetbalelftal onder 21.

## Clubstatistieken
| Seizoen | Team                     | Duels | Goals |
| ------- | ------------------------ | ----- | ----- |
| 1998/99 | Telstar                  | 29    | 12    |
| 1999/00 | Telstar                  | 33    | 14    |
| 2000/01 | AZ                       | 23    | 9     |
| 2001/02 | AZ                       | 18    | 8     |
| 2002/03 | Go Ahead Eagles          | 13    | 9     |
| 2003/04 | AZ                       | 4     | 2     |
| 2003/04 | Stormvogels Telstar      | 7     | 1     |
| 2004/05 | Haarlem                  | 8     | 3     |
| 2005/06 | Umm-Salal SC             | ?     | ?     |
| 2006/07 | FC Omniworld             | 17    | 8     |
| 2007/08 | Moghreb Athletic Tétouan |       |       |
| 2007/08 | Al-Ahli                  | 7     | 9     |
| 2008/09 | FC Omniworld             | 5     | 1     |
| 2009/10 | FC Rijnvogels            | 15    | 12    |
| 2010/11 | Katwijk                  | 2     | 0     |
| 2010/11 | Al-Mesaimeer Sports Club | 13    | 7     |
| 2011/12 | FC Chabab                |       |       |
| 2012/13 | FC Chabab                |       |       |
| 2013/14 | FC Chabab                |       |       |
| 2014    | New Radiant SC           | 5     | 3     |
| 2014/15 | EDO                      |       |       |
| 2015/16 | Zeeburgia                |       |       |
| Totaal  |                          | 197   | 96    |